# Eudaldo Gomes da Silva
Eudaldo Gomes Da Silva (Salvador, 1 de outubro de 1947 — Paulista, 8 de janeiro de 1973) foi um estudante e guerrilheiro morto durante a ditadura militar brasileira instaurada no país em 1964.
Membro da Vanguarda Popular Revolucionária (VPR), Eudaldo é um dos casos investigados pela Comissão da Verdade (CNV), colegiado instituído pelo governo brasileiro responsável por apurar mortes e desaparecimentos durante o regime ditatorial.

## Biografia
Filho de Isaura Gomes da Silva e João Gomes da Silva, Eudaldo nasceu em Salvador, na Bahia. Seu pai era carpinteiro do Colégio Dois de Julho e, por lá, conseguiu uma bolsa de estudos para o filho. Em uma família marcada pela pobreza, com muitos irmãos, o homem cresceu simpático e simples. Tocava violão e jogava futebol, além de ter sido popular na cidade e de ter boas relações com os moradores. Em 1968, o estudante ingressou na EAB, localizada em Cruz das Almas, no curso de agronomia, que abandonou logo, em 1969. Eudaldo passou a viver na clandestinidade, já que se opunha à ditadura.  
Foi preso em junho de 1970, no Largo da Glória, Rio de Janeiro. Estava ajudando a planejar o sequestro do Embaixador da República Federal Alemã para negociar a troca de presos políticos ameaçados de tortura e morte. Na época, Eudaldo resistiu às duras sessões de tortura e, como os agentes do Destacamento de Operações de Informações - Centro de Operações de Defesa Interna (DOI-CODI) não conseguiram extrair nada dele, o plano do sequestro foi bem sucedido.
Eudaldo, então, foi “banido” do Brasil em 15 de julho de 1970 e seguiu para Argélia com mais 39 presos políticos. Logo em seguida, o militante foi para Cuba, onde fez treinamentos para a guerrilha e, de lá, foi para o Chile. Voltou para o Brasil com o objetivo de rearticular as bases para preparar um congresso e definir novas formas de luta e reorganização da Vanguarda Popular Revolucionária (VPR). Não demorou muito, ele e seus companheiros foram traídos pelo ex-cabo Anselmo.

## Morte
Eudaldo Gomes da Silva morreu entre os dias 08 e 9 de janeiro de 1973, com 25 anos, junto com outros cinco integrantes da Vanguarda Popular Revolucionária no episódio que ficou conhecido como Massacre da Chácara de São Bento. A operação foi conduzida pela equipe de Sérgio Paranhos Fleury, delegado do Departamento de Ordem Política e Social de São Paulo (DOPS/SP).
Fleury teve ajuda de José Anselmo dos Santos, ex-cabo e ex-dirigente da VPR, que atuava como agente infiltrado e traiu seus companheiros da vanguarda. O cabo era controlado pelo delegado e todas suas ações eram acompanhadas por agentes do Estado. Ele contribuiu para a captura e morte de diversos militantes políticos.
Anselmo, então, articulou a emboscada contra os seis integrantes da VPR. O objetivo era desmanchar o movimento da guerrilha urbana no Nordeste brasileiro. A versão dos fatos divulgada na mídia pelo Serviço de Relações Públicas do IV Exército em Recife dizia que os militantes haviam sido mortos em um tiroteio contra os agentes de segurança, na Chácara São Bento.
O Ofício nº 002/75-GAB/CI/DPF encaminhado ao chefe da Agência Central do Serviço Nacional de Informações (SNI) pelo diretor do Centro de Informações do Departamento de Polícia Federal, relatou que os militantes da VPR foram mortos “[...] à bala quando do desbaratamento de um Congresso Terrorista em Recife/PE, no dia 08-01-73, no Município de Paulista no Loteamento São Bento [...]”.
Pouco tempo depois, integrantes da VPR começaram a questionar a versão da mídia. Em fevereiro do mesmo ano, publicaram, no Chile, no jornal Campanha, um pronunciamento afirmando que a “Vanguarda Popular Revolucionária do Brasil não realizou tal congresso” e que “tal informação é um pretexto mentiroso para justificar o assassinato desses seis (6) lutadores da causa anti-fascista”.
No mesmo texto, os militantes responsabilizaram o “cabo” Anselmo pela delação e captura dos militantes de Pernambuco. No entanto, a versão oficial publicada pela mídia foi mantida pelos relatórios das Forças Armadas. Tais declarações foram enviadas ao então Ministro da Justiça, Maurício Correa, em 1993. O relatório enviado classifica Eudaldo como “terrorista e agitador”. Consta ainda, no documento, que o militante “foi morto em Paulista/PE, em 08/01/1973, ao reagir a tiros e à voz de prisão dada pelos agentes de segurança”. Ainda segundo o texto, “do intenso tiroteio resultaram vários feridos”.
Segundo o Laudo de Perícia em Local de Ocorrência feito em Eudaldo, foram encontradas lesões “com característica de produzidas por projétil de arma de fogo" em seu corpo. O relatório indica que foram quatro lesões na cabeça. Eudaldo foi enterrado como indigente no Cemitério da Várzea, em Recife. Seus restos mortais nunca foram localizados. A CEMVDHC segue realizando, com o testemunho de Jorge Barrett, investigações sobre o local da morte dos militantes.

## Investigação
Sobre o Massacre da Chácara São Bento foram realizadas investigações pela CEMDP, pela Comissão Estadual da Memória e Verdade Dom Helder Câmara (CEMVDHC) e pela Comissão Nacional da Verdade (CNV). Todas comprovaram que, de fato, não houve tiroteio. Os órgãos alegaram que os militantes foram capturados ambos em lugares e ocasiões diferentes e mortos sob tortura. Nesse sentido, chegou-se à conclusão de que o tiroteio, na verdade, foi uma desculpa usada para acobertar a causa real das mortes.
A falsidade da versão oficial pode ser verificada a partir do Exame de Perícia em Local de Ocorrência, do dia 9 de janeiro de 1973, pelo Instituto de Polícia Técnica. O documento não faz menção a marcas de projéteis nos locais onde as vítimas foram encontradas. A única exceção é a cozinha, que, segundo o exame, “apresentava vários orifícios produzidas por projéteis de arma de fogo”.
Nas investigações ainda ficou claro que a captura dos militantes só foi possível graças à delação do "cabo" Anselmo e de seu papel como agente duplo. A atuação do cabo foi comprovada através do “Relatório de Paquera”, texto produzido pelo próprio Anselmo. O documento foi enviado ao DOPS/SP e, nele, o agente relatava a rearticulação da VPR no Nordeste e o contato estabelecido com as vítimas antes dos assassinatos.

### Captura
Em seu depoimento prestado à CEMVDHC, Jorge Barrett Viedma, irmão de Soledad e, na época, simpatizante da VPR, alegou que, junto da irmã, de Pauline e de Eudaldo, todos saíram para o centro de Recife em um carro dirigido por Anselmo, no dia 8 de janeiro de 1973. Jorge narrou que Pauline e Soledad foram deixadas em uma boutique, que pertencia a Sonja Maria Cavalcanti de França Lócio, em Boa Viagem (PE). O militante ainda disse que Anselmo deixou Eudaldo em um hotel para que ele pudesse trocar dinheiro. Teria sido nesse momento que, segundo Jorge, Eudaldo foi preso em uma emboscada.
Sonja Cavalcanti declarou à CEMDP, em 1996, que viu Pauline e Soledad sendo capturadas em sua loja por cinco homens que se diziam policiais. A comerciante relatou que a ação foi muito truculenta e que os homens espancaram Pauline e lhe deram coronhadas. As duas mulheres teriam sido levadas amarradas em um carro do Instituto Nacional de Colonização e Reforma Agrária (INCRA). Em depoimento à CEMVDHC, Sonja reconheceu o delegado Sérgio Paranhos Fleury como um dos responsáveis pela captura de Soledad e Pauline em sua boutique.
No mesmo dia, enquanto Pauline e Soledad eram capturadas, Eudaldo, Jorge Barrett e sua esposa foram presos. Jorge relatou, à CEMVDHC, que Fleury também participou da sua detenção. Percebeu-se, então, que a ação das prisões foi coordenada, indicando a atuação de, ao menos, duas equipes. Em depoimento à CEMDP, em 1996, a advogada Mércia de Albuquerque Ferreira relatou que “todos os corpos estavam muito estragados, marcas de pancadas, cortes”. Teve, na época dos assassinatos, acesso aos corpos das vítimas no necrotério. Em outubro de 2012, o ex-sargento do Exército Marival Chaves afirmou, em depoimento a CNV, que a operação contou com a participação de José Brant Teixeira, Paulo Malhães, Félix Freire Dias e Rubens Gomes Carneiro (o Laecato). E, segundo ele, toda a operação teria sifo paga com recursos do Centro de Informações do Exército (CIE).
O local da morte também apresentou dualidades durante as investigações. Segundo disse Jorge Barrett à CEMVDHC, Pauline e Eudaldo viviam em uma casa localizada em Abreu e Lima, onde eles recebiam pessoas que estivessem em perigo de vida. Com essa informação, a CEMVDHC trabalha com a possibilidade, não confirmada, de que a residência em Abreu e Lima teria sido o local das mortes - e não a Granja São Bento, em Paulista. No seu depoimento, Jorge diz que a Granja São Bento teria sido utilizada para a encenação das mortes. Essa hipótese ganhou força depois de um reconhecimento feito pela CEMVDHC em parceria com o delator, que identificou o Sítio São Bento, em Abreu e Lima.

### O que disse a CNV
Considerando as investigações, Eudaldo foi preso e morto sob tortura por agentes do Estado brasileiro. Concluiu-se, ainda, que a versão oficial do tiroteio divulgada na época não é verdadeira. A ação durante a Ditadura Militar foi cometida violando diversos direitos humanos.
Ainda que tenha sido possível chegar a algumas conclusões, a CNV recomenda a continuidade das investigações, com o intúito de apurar as circunstâncias da morte e os responsáveis pelos assassinatos. É indicado que ainda seja emitido o atestado de óbito e que buscas sejam realizadas para a localização e identificação do corpo.

## Homenagens
Em homenagem aos mortos no episódio, Gilney Viana publicou o livro Massacre da Chácara São Bento (Mortos e desaparecidos II). Na obra, o autor apresenta Eudaldo como símbolo do movimento de resistência à ditadura civil-militar no Brasil. O texto ainda apresenta uma pequena biografia de Eudaldo Gomes da Silva, Soledad Barret Viedma, Evaldo Luiz Ferreira de Souza, Pauline Reichstul, José Manuel da Silva e Jarbas Pereira Marques, todas as vítimas da chacina.